# الانتخابات البرلمانية الموريتانية 1965
نظمت الانتخابات البرلمانية في موريتانيا في 9 مايو 1965. بعد اندماج جميع الأحزاب السياسية في البلاد في حزب الشعب الموريتاني (PPM)، وأصبحت البلاد دولة الحزب الواحد في ديسمبر 1961. وكان حزب الشعب الموريتاني هو الحزب الوحيد الذي خاض الانتخابات، وفاز بجميع المقاعد الأربعين في الجمعية الوطنية الموريتانية. وبلغت نسبة المشاركة حوالي: 92.8٪.

## النتائج
| الحزب                           | الحزب                           | الأصوات | %      | المقاعد | +/– |
| ------------------------------- | ------------------------------- | ------- | ------ | ------- | --- |
|                                 | حزب الشعب الموريتاني            | 445٬844 | 100.00 | 40      | 0   |
| المجموع                         | المجموع                         | 445٬844 | 100.00 | 40      | 0   |
|                                 |                                 |         |        |         |     |
| الأصوات الصحيحة                 | الأصوات الصحيحة                 | 445٬844 | 99.59  |         |     |
| الأصوات الباطلة والفارغة        | الأصوات الباطلة والفارغة        | 1٬816   | 0.41   |         |     |
| مجموع الأصوات                   | مجموع الأصوات                   | 447٬660 | 100.00 |         |     |
| الناخبين المسجلين ومعدل الإقبال | الناخبين المسجلين ومعدل الإقبال | 482٬305 | 92.82  |         |     |
| المصدر: Nohlen et al.           |                                 |         |        |         |     |

| الحزب                           | الحزب                           | الأصوات | %      | المقاعد | +/– |
| ------------------------------- | ------------------------------- | ------- | ------ | ------- | --- |
|                                 | حزب الشعب الموريتاني            | 445٬844 | 100.00 | 40      | 0   |
| المجموع                         | المجموع                         | 445٬844 | 100.00 | 40      | 0   |
|                                 |                                 |         |        |         |     |
| الأصوات الصحيحة                 | الأصوات الصحيحة                 | 445٬844 | 99.59  |         |     |
| الأصوات الباطلة والفارغة        | الأصوات الباطلة والفارغة        | 1٬816   | 0.41   |         |     |
| مجموع الأصوات                   | مجموع الأصوات                   | 447٬660 | 100.00 |         |     |
| الناخبين المسجلين ومعدل الإقبال | الناخبين المسجلين ومعدل الإقبال | 482٬305 | 92.82  |         |     |
| المصدر: Nohlen et al.           |                                 |         |        |         |     |